# قتاد بيضوي الرأس
القَتَاد بيضوي الرأس (باللاتينية: Astragalus oocephalus) نوع نباتي عشبي من جنس القتاد.

## البيئة والانتشار
موطنه بلاد الشام وتركيا.

## مرادفات للاسم العلمي
- (باللاتينية: Astragalus stojani Nabelek)
- (باللاتينية: Astragalus oocephalus subsp. stachyophorus Hub.-Mor. & D. F. Chamb.)
- (باللاتينية: Astragalus oocephalus var. stachyophorus (Hub.-Mor. & D. F. Chamb.) Ponert)